# Hallands hamnar

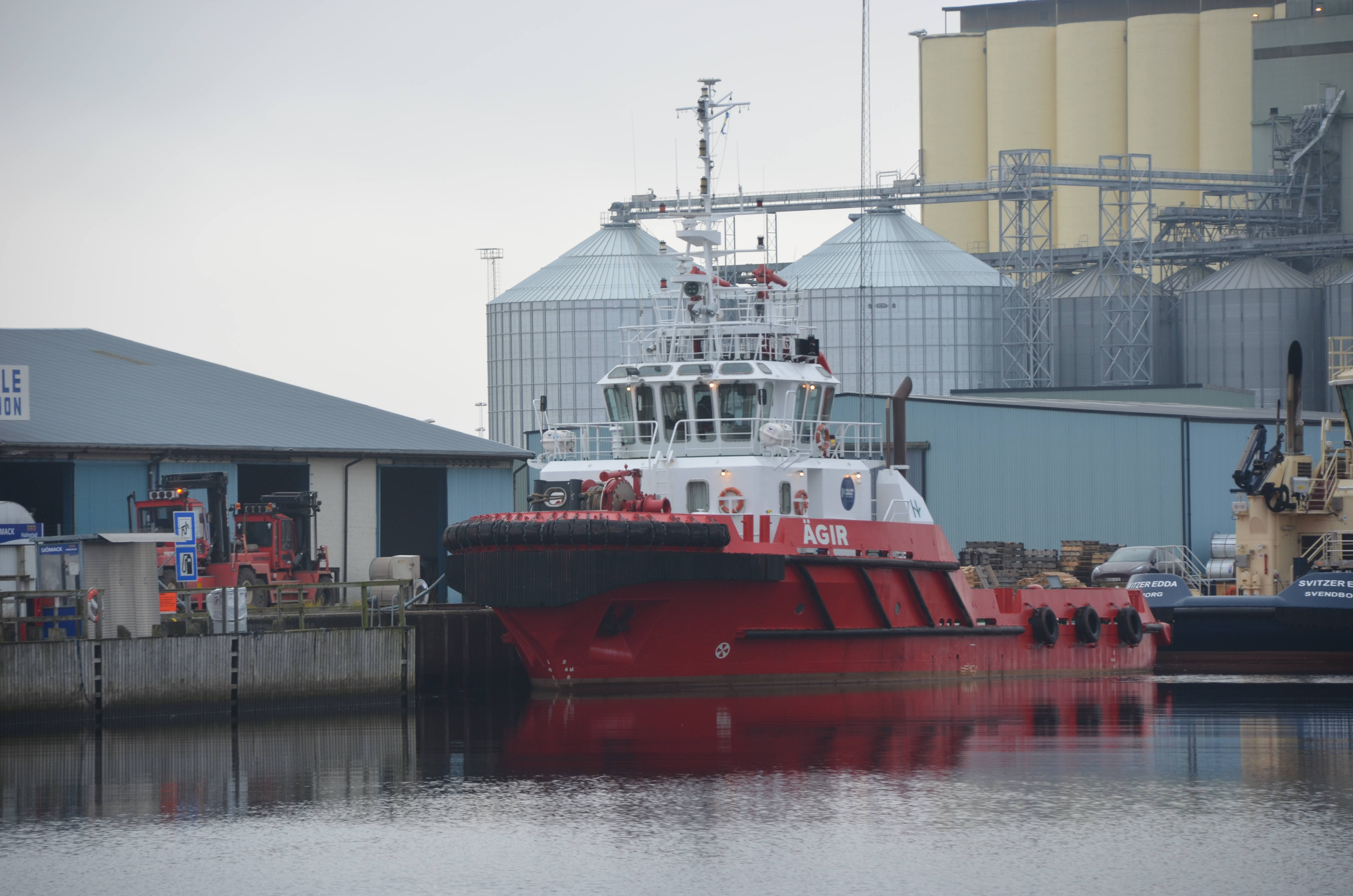
Hallands hamnars bogserbåt Ägir, här vid kaj i Nissan i hemmahamnen Halmstad, 2024

Hallands hamnar AB är ett av Halmstads och Varbergs kommuner ägt hamnföretag, som bildades 2012 för att äga och driva Halmstads hamn och Varbergs hamn. Båda hamnarna är handelshamnar för fartyg med ett djupgående på 11-12 meter. Varbergs hamn är specialiserad på skogsprodukter som sågade varor, pappersmassa och timmer, medan Halmstads hamn är en fullservicehamn med bland annat import av personbilar och hantering av rullande gods (roro), containrar och bulkgods. 
Varberg har tidigare haft bilfärjetrafik med Grenå på Jylland, men denna bedrivs sedan 2020 från Halmstads hamn (Färjelinjen Halmstad–Grenå).
Hallands hamnar har den egna bogserbåten Ägir, som inköptes 2007 och arbetar i båda hamnarna.